# Nam Lý
	Nam Lý		là một xã thuộc tỉnh Ninh Bình, Việt Nam. Trụ sở xã nằm cách phường Hoa Lư - trung tâm tỉnh lỵ Ninh Bình 38 km về phía Đông Bắc.		
Theo Nghị quyết số 1674/NQ-UBTVQH15 ngày 16/6/2025 về sắp xếp các đơn vị hành chính cấp xã của tỉnh Ninh Bình năm 2025, 	sắp xếp các xã Tiến Thắng (huyện Lý Nhân), Phú Phúc và Hòa Hậu thành xã mới có tên gọi là xã Nam Lý.	
Xã Nam Lý	có diện tích:	28,69	km², 	dân số:	37.887	người, mật độ dân số: 	1321	người/km². 	Đây là đơn vị có diện tích xếp thứ:	51	, số dân xếp thứ: 	32	và mật độ dân số xếp thứ: 	48	trong số 129 xã, phường ở Ninh Bình.  
Xã này nằm trên Quốc lộ 38B, và cũng là nơi có sông Hồng chảy qua.
1. ↑  Nghị quyết của Quốc hội về sắp xếp các đơn vị hành chính cấp xã của tỉnh Ninh Bình năm 2025